# 坂口喜咲
坂口 喜咲（さかぐち きさ、1988年6月22日 - ）は日本の音楽家、歌手、作詞家、作曲家、シンガーソングライター。東京都出身。
2011年、バンド HAPPY BIRTHDAY のVo.Gt.としてSony Music Associated Recordsよりメジャーデビュー。2015年解散後より、本名の「坂口喜咲」名義でソロ活動を開始。

## 来歴
2008年、中高の同級生である金子沙織（のちの元バンドじゃないもん！）と2人組バンド「えびのお寿司おねえさん」結成。自主制作CD‐R「初潮のダンス」ライブ会場、ディスクユニオン、高円寺円盤にて限定発売。高円寺無力無善寺や、U.F.O.CLUBなどで活動を行う。
2009年、きさ名義 自主制作宅録CD‐R「あなたは猫アレルギー」ライブ会場、ディスクユニオンにて限定発売。
2010年、美容専門学校で出会ったあっこ（現あっこゴリラ）と2人組バンド「HAPPY BIRTHDAY」結成。インディーズ盤1st Album「デートに行けない日曜日」リリース。
2011年 、Sony Music Associated Recordsより 1st Album「ファーストキス」でHAPPY BIRTHDAYメジャーデビュー。YouTubeに「しゃかいのごみのうた」（監督:エリザベス宮地）のMVを公開し、数日で30万再生を超え話題となる。
2015年、渋谷CLUB QUATTROのワンマンライブにてHAPPY BIRTHDAY解散。本名の「坂口喜咲」としてソロ活動開始。自主制作1st Album「朝が壊れてもあいしてる」リリース。
2016年、ライブ会場限定宅録Album「きいちゃんとひまわり」発売。全5箇所弾き語りツアー敢行。サポートメンバーには、おかもとえみ（フレンズ）等を迎えた。
2018年、クラウドファンディングで制作した2nd Album「あなたはやさしかった」リリース。バンド編成「坂口喜咲とシーパラダイスの皆さん」としてもライブ活動。メンバーは君島大空、闇日本5000(木-ki-、ゆうべの星)、ねつのりお、おおくぼけい（アーバンギャルド）。
2019年、シングル「犬と苺」配信リリース。君島大空アレンジのシングル「病院まではとても遠い」配信リリース。
2021年、「シングル「光合成」配信リリース。短編映画「Veils」書き下ろし主題歌「 Veils」配信リリース。
2023年、シングル「愛だけは」配信リリース。シングル「キッチン」配信リリース。「愛だけは 2023ツアー」東名阪ツアー敢行。
2024年、3rd Album「FRUITS ALBUM」リリース。「FRUITS ALBUM」RELEASE TOUR「FRUITS LIVE 2024」東名阪ツアー敢行。バンドメンバーにはおおくぼけい（アーバンギャルド）、平野なつき、なかじまはじめ、カワコウ（GET BILL MONKEYS）を迎えた。
2025年、ソロ活動10周年の「へんか」を振り返るコラム、ハッピーエンジェルきいちゃんの「変な花」がウェブサイト「NeWORLD」内にて月1連載開始。

## 楽曲提供
作詞作曲
- 夢眠ねむ（でんぱ組.inc）アルバム「夢眠時代」収録「あたしの最後のラブソング」（2018）
- くぴぽ　あいわなちゅっちゅぱっぱらぱっぱっぱ（2021）

作詞
- 中山優馬　Mini Album「GOODVIBES」【DELUXE盤】収録「向かい風」（2023）

作曲
- 吉河順央　夢眠ねむプロデュース「0813」(2022)

## 参加作品
- GOMESS アルバム「情景-後篇-」収録「空空 with 坂口喜咲」(2016)
- GOMESS アルバム「てる」収録「Poetry」(2019)